# Los fumadores (Adriaen Brouwer)
Los fumadores es una pintura de Adriaen Brouwer en la colección del Museo Metropolitano de Arte de Nueva York. La creación de la obra, firmada como Brauwer, se sitúa en el período de Amberes del artista, alrededor de 1636.

## Análisis
La pintura muestra a cinco hombres sentados fumando y bebiendo. Están a la mesa en un interior en mal estado, probablemente una taberna o posada de baja categoría, pero ellos están bien vestidos. La primera persona con los ojos y la boca muy abiertos es el propio Adriaen Brouwer. Este es su único autorretrato conocido. Está rodeado de amigos-artistas. De izquierda a derecha: Jan Lievens, Joos van Craesbeeck, Jan Cossiers y Jan Davidsz. de Heem. Lievens y De Heem se unieron al Gremio de San Lucas de Amberes en 1635/36 y en el mismo año Brouwer se convirtió en un asiduo de la cámara de retórica asociada De Violieren. Estas ocasiones se celebraban habitualmente con abundante bebida, hasta el punto de que los retóricos se llamaban a sí mismos "vigilantes de jarras". La jarra levantada por la figura central quizás alude a esto. En cualquier caso, el cuadro se puede leer como una escena de iniciación y un retrato de amigos. El trío que mira hacia el espectador son los tres más célebres: Lievens, Brouwer y De Heem.
La obra muestra características de una obra de retrato, historia y género. De Heem todavía está algo presentable a la derecha, llenando su pipa, pero las muecas de los otros cuatro sugieren que se están rindiendo a la intoxicación: Hilos de humo salen virtuosamente de bocas y narices, y sus rostros muestran signos del aturdimiento alcohólico. Brouwer parece sorprendido y algo atrapado volviéndose hacia el espectador. ¿Se presenta a sí mismo aquí como los fumadores y bebedores de baja estofa que tan a menudo eligió como tema? Más bien, se podría pensar en una cierta ironía y un retrato de "borrachera retórica". Esto tomó forma estilísticamente en la forma áspera, aparentemente incontrolada, en la que se aplicó la pintura. Las expresiones faciales expresivas y los gestos son comparables al dramatismo de Caravaggio, cuya influencia se sintió en los Países Bajos a principios del siglo XVII.